# Церква Введення в храм Пресвятої Богородиці (Дорогичівка, УГКЦ)
Церква Введення в храм Пресвятої Богородиці в Дорогичівці — парафія і храм греко-католицької громади Товстенського деканату Бучацької єпархії Української греко-католицької церкви в селі Дорогичівка Чортківського району Тернопільської области.

## Історія церкви
Церква збудована в 1818 році греко-католицькою громадою.
До 1946 року парафія і храм належали до УГКЦ. З 1946 по 1990 рік вони перебували в юрисдикції РПЦ.
У 1990 році громада розділилася на греко-католиків та вірних УАПЦ (нині ПЦУ). Храм перейшов до громади УАПЦ. Через це греко-католики відвідували богослужіння в селі Устечко.
У 1994 році стараннями о. Михайла Вітовського розпочалося будівництво кам'яної каплиці для греко-католицької громади. У 1997 році каплицю освятив владика Павло Василик.
При парафії діють Параманне братство та братство «Апостольство молитви». На території села є фігури Божої Матері, Ісуса Христа та Хресна дорога.

## Парохи
- о. Роман Тичинський,
- о. Лазар Боднарук,
- о. Франчук,
- о. Олександрович,
- о. Нікіфіров (1965—1988),
- о. Степан Чир (1988—1990),
- владика Павло Василик,
- о. Іван Сеньків,
- о. Тарас Сеньків,
- о. Володимир Війтишин.
- о. Павло Джижора (1990—2007),
- о. Михайло Вітовський (з 1992),
- о. Іван Полевий (1997—1998),
- о. Петро Мельничишин (1998—1999),
- о. Михайло Вітовський (адміністратор, з 1999),
- о. Олексій Каспрук (2007—2011),
- о. Володимир Стадник (з 2011).